# Santa Rosalía (1767)
La Santa Rosalía fue una fragata de 26 cañones nominales, botada para la Armada Española en1767 en Cartagena, según planos de Eduardo Bryant bajo el sistema de Jorge Juan. Estuvo en servicio hasta 1802 y fue desguazada por falta de recursos para carenarlo. Según el sistema de clasificación británico, el buque quedaba categorizado como fragata de sexta clase.

## Historial
El 29 de octubre de 1768, junto a los navíos Septentrión y Astuto zarpó de Cartagena rumbo al océano Pacífico. Dicha escuadra estaba al mando del capitán de navío Antonio de Arce, comandante del Septentrión. La noche del 6 al 7 de noviembre la escuadra se separó por un temporal y el Astuto tuvo que refugiarse en Málaga desarbolado. Zarparon de nuevo el 9 de enero de 1769 y llegan a Montevideo separados por temporales entre el 9 de mayo y primeros de junio.
El 26 de diciembre zarparon trasportando distintas unidades militares los tres buques con rumbo al Pacífico, para entrar en Talcahuano en marzo de 1770, después de haberse separado de nuevo en la travesía el 17 de febrero. El 25 de junio  zarparon con rumbo a El Callao a donde arribaron el 21 de julio. Mientras estaban fondeados en este puerto hubo un conato de amotinamiento en los dos navíos de línea, que fue sofocado por el virrey del Perú Manuel Amat.
Participó en la expedición de exploración y reconocimiento que, al mando de Felipe González Ahedo, partió del Callao el 10 de octubre de 1770 compuesta por el navío San Lorenzo, capitaneado por el propio González Ahedo, y por la Santa Rosalía, capitaneada por Antonio Domonte.
La expedición incluyó una estancia en la isla de Pascua, la cual supuso el segundo contacto documentado de los europeos con los nativos de Pascua, después de que el marino holandés Jakob Roggeveen arribara casualmente a sus costas en 1722. González de Ahedo trazó el primer mapa cartográfico de la isla y tomó posesión de la misma para la Corona española en nombre del rey Carlos III, bautizándola como isla de San Carlos en honor al monarca.
El 18 de enero de 1772 zarpó de vuelta a España junto a los navíos San Lorenzo y Septentrión y la fragata Liebre. Arribaron a Cádiz el 18 de julio de 1772 con 9 163 603 pesos en oro y plata. En 1774, la fragata, capitaneada por Juan de Lángara, zarpó de Cádiz para efectuar una expedición científica con el fin de recabar datos sobre la navegación y la geografía. El 16 de enero de 1780, bajo el mando de Antonio Ortega, participó en la Batalla del Cabo de San Vicente.
Fue desguazada en la Carraca en 1803 por falta de recursos para carenarlo.